# الكلام على مسألة السماع
الكلام على مسألة السماع كتاب في حكم الغناء ألفه ابن قيم الجوزية (691 هـ 751 هـ - 1292 1349)، يتناول الكتاب موضوع السماع الممنوع وسبب تأليف الكتاب أنه قد حصل استفتاء عن الغناء في سنة 741 هـ أجاب عليه ثمانية من العلماء من مختلف المذاهب، وكان ابن القيم أطولهم إجابة إذ أجاب في 127 ورقة وأجاب عليه الأئمة السبعة في 9 ورقات.
وإنَّ أشد من دافع عن السماع هُم الصوفية، فجعلوا له آدابًا وشروطًا، وقسموه أقسامًا، وأدخلوا فيه الغناء بآلات اللهو والمعازف، والرقص والطرب، وخرق الثياب. واستدلوا على ذلك بمقتطفات من كُتب: «اللمع» لأبي نصر السراج و«التعرف لمذهب أهل التصوف» للكلاباذي و«قوت القلوب» لأبي طالب المكي و«رسالة في السماع» لأبي عبد الرحمن السلمي و«الرسالة القشيرية» لأبي القاسم القشيري و«إحياء علوم الدين» للغزالي و«صفوة التصوف» لابن طاهر المقدسي و«عوارف المعارف» للسهروردي.
ومن أباح الغناء من الظاهرية ابن حزم، وألف في ذلك كتاب «رسالة في الغناء الملهي» وابن طاهر المقدسي وألف كتابَ «السماع».

## مزايا الكتاب
يعد الكتاب أوسع ما كُتب في هذه المسألة. مما جعله المرجع الأساسي في هذا الأمر.
أورد ابن القيم في كتابه هذا كُل الحجج التي يستخدمها أهل السماع والغناء، وناقشها مناقشة مفصلة.
جمع فيه أقوال الفقهاء والعلماء وردودهم.

## منهج ابن القيم في الكتاب
ومن الواضح في منهج ابن القيم:
1- جعل ابن القيم جزءًا من كتابه على شكل مناظرة، فيطرح قول أهل السماع، ويرد على ذلك القول. ووضع المناظرة بين شخصين، أحدهما صاحب السماع، والآخر صاحب القرآن.
2- اعتمد منهج ابن القيم في كتابه على مناقشة جميع الحجج التي يستخدمها المدافعون عن السماع والغناء، وناقشها بالتفصيل.
3- قسم ابن القيم الكتاب إلى قسمين، القسم الأول أجاب فيه عن حُكم السماع بتفصيل طويل. أما القسم الثاني فتحدث فيه عن الشُبه والحجج التي يستدل بها أهل الغناء، وهو الذي كان على شكل مناظرة بين صاحب الغناء وصاحب القرآن.
4- أدرج ابن القيم في كتابه عديدًا من الفوائد المتنوعة، وتشمل تفسير بعض آيات القرآن وبعض الأحاديث وأحكامٍ فقهية وعقائدية وغيرها.
5- استشهد بالآثار المروية.
6- نقل فيه كثيرًا عن شيخه ابن تيمية، كما يفعل في بعض كتبه.
7- ذكر فيه أقوال الأئمة والفقهاء في المسائل المطروحة.
8- أدرج في كتابه قصيدة بهذا الموضوع، من أبياتها: